# Simone Oppliger
Pour les articles homonymes, voir Oppliger.
 (novembre 2021).
La mise en forme du texte ne suit pas les recommandations de Wikipédia : il faut le « wikifier ».
Les points d'amélioration suivants sont les cas les plus fréquents. Le détail des points à revoir est peut-être précisé sur la page de discussion.
- Les titres sont pré-formatés par le logiciel. Ils ne sont ni en capitales, ni en gras.
- Le texte ne doit pas être écrit en capitales (les noms de famille non plus), ni en gras, ni en italique, ni en « petit »…
- Le gras n'est utilisé que pour surligner le titre de l'article dans l'introduction, une seule fois.
- L'italique est rarement utilisé : mots en langue étrangère, titres d'œuvres, noms de bateaux, etc.
- Les citations ne sont pas en italique mais en corps de texte normal. Elles sont entourées par des guillemets français : « et ».
- Les listes à puces sont à éviter, des paragraphes rédigés étant largement préférés. Les tableaux sont à réserver à la présentation de données structurées (résultats, etc.).
- Les appels de note de bas de page (petits chiffres en exposant, introduits par l'outil «  Source ») sont à placer entre la fin de phrase et le point final[comme ça].
- Les liens internes (vers d'autres articles de Wikipédia) sont à choisir avec parcimonie. Créez des liens vers des articles approfondissant le sujet. Les termes génériques sans rapport avec le sujet sont à éviter, ainsi que les répétitions de liens vers un même terme.
- Les liens externes sont à placer uniquement dans une section « Liens externes », à la fin de l'article. Ces liens sont à choisir avec parcimonie suivant les règles définies. Si un lien sert de source à l'article, son insertion dans le texte est à faire par les notes de bas de page.
- La présentation des références doit suivre les conventions bibliographiques. Il est recommandé d'utiliser les modèles {{Ouvrage}}, {{Chapitre}}, {{Article}}, {{Lien web}} et/ou {{Bibliographie}}. Le mode d'édition visuel peut mettre en forme automatiquement les références.
- Insérer une infobox (cadre d'informations à droite) n'est pas obligatoire pour parachever la mise en page.

Pour une aide détaillée, merci de consulter Aide:Wikification.
Si vous pensez que ces points ont été résolus, vous pouvez retirer ce bandeau et améliorer la mise en forme d'un autre article.
Simone Oppliger, née le 23 juin 1947 à Renan (Jura bernois) et morte à Cully (canton de Vaud) le 4 mai 2006, est une photographe indépendante suisse.

## Biographie
Simone Oppliger effectue un apprentissage de photographe à Saint-Imier.
Dès 1970, Simone Oppliger publie dans des journaux et magazines suisses et internationaux les photographies réalisées lors de ses voyages en Amérique latine (Pérou, Antilles, Mexique, Cuba, Chili), en Afrique (Sénégal, Guinée-Bissau) et au Vietnam.
La publication de son livre Quand nous étions horlogers, en 1980, assied définitivement sa réputation de photographe. Dans cet ouvrage, elle montre, par le texte et par l'image, sa région natale confrontée à la crise horlogère.
Simone Oppliger est membre fondatrice de la revue culturelle du Jura bernois et de Bienne Intervalles, dont le numéro 120, marquant les 40 ans de la revue, est précisément consacré à la photographe. Elle est membre de l'association pour la photographie focale à Nyon.
Elle est l'épouse de Jacques Pilet.

## Œuvres
Simone Oppliger est l'auteure de nombreux livres dont les principaux sont :
- Le Jura République, texte de Vincent Philippe, photographies de Simone Oppliger, Lausanne, Éd. 24 Heures, 1978.
- Quand nous étions horlogers, Images-portrait de mon pays, Lausanne, Éd. Payot, 1980.
- Petite suite imérienne de Pierre Siegenthaler, Retour en images de Simone Oppliger, Bienne, Éd. Intervalles, 1984.
- L’Amour mortel, Lausanne, Éd. Pierre-Marcel Favre, 1986 (rééd. par Bernard Campiche Éditeur, Orbe, 2010).
- Le Cœur et la Terre, Images et récits d’enracinement et d’exil, Lausanne, Éd. Le Nouveau Quotidien, Collection du Musée de l’Elysée, 1994.
- L’Exil féminin pluriel, Genève, Association Genevoise d’Entraide aux Réfugiés (A.G.E.R.), [s.d.]
- Bons baisers de la Jonction, textes de Christiane Perregaux, Yvan Leanza et Christine Détraz, Photographies de Simone Oppliger, Genève, Éd. Slatkine, 2010.

## Prix et distinctions
Le travail photographique de Simone Oppliger a reçu plusieurs prix et distinctions, dont
- Bourses fédérales en 1973 et 1978.
- Prix de la Commission de littérature du canton de Berne 1982 et 1994.
- Prix des jeunes créateurs de la Fondation vaudoise pour la création artistique, 1987[5].

## Expositions individuelles
Simone Oppliger a montré ses travaux dans plusieurs expositions individuelles et collectives, dont:
- 1994, Lausanne, Musée de l'Élysée, Simone Oppliger. Le dialogue de la différence.
- 1997, Genève, Musée d'ethnographie, Vivre ensemble à la Jonction. Photographies de Simone Oppliger.
- 2000, Genève, Musée d'ethnographie, Bons baisers de la Jonction. Photographies de Simone Oppliger.
- 2012, Saint-Imier, Relais culturel d'Erguël, par le Centre de Culture et de Loisirs (CCL), le Musée de Saint-Imier et Mémoires d'Ici, « Mes racines me donnent des ailes ». Photographies de Simone Oppliger.

## Archives
Le fonds photographique de Simone Oppliger est conservé à Mémoires d'Ici, Centre de recherche et de documentation du Jura bernois, à Saint-Imier.